# Jeannie Pepper
Jeannie Pepper, nome d'arte di Joan Desiree Ruedelstein (Chicago, 9 luglio 1958), è un'ex attrice pornografica statunitense.
Pepper è stata inserita nella AVN Hall of Fame nel 1997, la prima donna afroamericana ad essere inserita. Ha vinto l'XRCO Award Erotic Video Award nel 1987 ed è stata inserita nella XRCO Hall of Fame nel 2008.

## Carriera
Pepper divenne un'attrice di film per adulti e modella di nudo a vent'anni, citando come motivazione il piacere che provava a guardare la pornografia e a fare sesso. Espresse entusiasmo per essere diventata membro di un settore con poche star afroamericane. In un'intervista disse: «Volevo solo mostrare al mondo, guardate, sono nera e sono bella. Come mai non ci sono più donne nere che fanno questo?». Nel 1986 Pepper fece un servizio fotografico a Parigi indossando solo una pelliccia di visone bianca e un paio di tacchi a spillo, venendo fotografata dal marito, John Dragon. Nel corso della sua carriera da pornostar, Pepper ha affermato di aver acquisito molta autostima e coraggio nel mostrare al mondo la sua bellezza; sentiva di incarnare la sessualità femminile nera.
Fa parte della Hall of Fame sia degli AVN Award che degli XRCO. 

## Riconoscimenti
- AVN Award
  - 1997 – Hall of Fame[5]

- XRCO Award
  - 1987 – Special Award – Erotic Video Award[6]
  - 2008 – Hall of Fame[3]

## Filmografia parziale
- Chocolate Delights, regia di Drea & Mark Rigney (1982)
- Suzy's Birthday Bang, regia di Jonathan Burroughs (1984)
- Blowing Your Mind, regia di Joseph W. Sarno (1984)
- Strange Bedfellows, regia di J. Daniels (1985)
- Blonde on Black, regia di Mark Rigney (1985)
- What Bottoms Are For, regia di Vinnie Rossi (1985)
- Let Me Tell Ya 'bout Black Chicks, regia di Gregory Dark (1985)
- Godemichets pour lesbiennes, regia di Alain Payet (1985)
- Bodies by Jackie, regia di David DeCoteau (1985)
- Hot Seat, regia di Damon Christian (1986)
- Red Hot Pepper, regia di Bob Vosse (1986)
- Las Vegas Serial Killer, regia di Ray Dennis Steckler (1986)
- Hotter Chocolate, regia di Drea (1986)
- Hot Chocolate II, regia di Dallas Houston (1986)
- Black Girls Do It Better, regia di Jack Remy (1986)
- Black Lava, regia di Gary Graver (1986)
- La parte più appetitosa... della femmina (Die Liebesschule der Josefine Mutzenbacher), regia di Hans Billian (1987)
- In and Out of Africa, regia di Fred J. Lincoln (1987)
- Born to Be Maid, regia di Vinnie Rossi (1987)
- Black Sensations, regia di Ron Jeremy (1987)
- Oh La La Pipi, regia di Alain Payet (1988)
- Mr. Billion's Dollar Babies 1, regia di Fred J. Lincoln (1988)
- Max Bedroom, regia di Vinnie Rossi (1988)
- Black Chicks in Heat, regia di Ron Jeremy (1988)
- Alice in Black Land, regia di Duck Dumont & Charles Webb (1988)
- Mafia Connection, regia di Dino Baumberger (1989)
- Le superscatenate (The Whore), regia di Alex de Renzy (1989)
- I vizi transessuali di Moana, regia di Jim Reynolds (1989)
- Assuming the Position, regia di Will Summers (1989)
- Blackman & Anal Woman 2, regia di Duck Dumont (1990)
- The Malibu Beach Vampires, regia di Francis Creighton (1991)
- Bush League, regia di Michael Carpenter (1991)
- Defying the Odds, regia di Sean Michaels (1995)
- Pensieri spericolati (High School High), regia di Hart Bochner (1996)
- Super Ball XXX Ebony Cheerleader Orgy, regia di Jim Malibu (2000)
- Momma Knows Best 3, regia di Mr. Pete (2007)
- Kayden's Frisky Business, regia di Jim Malibu (2009)

### Video musicali
- 2Pac feat. K-Ci & JoJo: How Do U Want It (1996)[7]

## Premi e riconoscimenti
- XRCO Award Erotic Video Award (1987)[2]
- AVN Hall of Fame (1997)[1]
- XRCO Hall of Fame (2008)